# Серебряный (Рязанская область)
Серебряный — посёлок в Кораблинском районе Рязанской области. Входит в состав Молвинослободского сельского поселения.

## География
Населённый пункт расположен на песчаном берегу Прони. Посёлок от села Юраково отделяет ручей. 

## История
На берегу ручья когда-то жил барин — член Государственной Думы, генерал Дубасов. У барина был Серебряный пруд. Так как дно его было выложено, то вода в нём была очень прозрачная, поэтому и назывался он Серебряным. Пруд этот существует и сейчас, но затянут илом.
У барина был сад, яблони, в основном антоновка. За садом располагался лес, который и сейчас зовется Романовским, а сад Штыкановым, по фамилии арендаторов, которым барин сдавал в аренду.
Весной 1930 года образовался совхоз «Семенники», с 1960 года совхоз «Красное», а с 1995 года АОЗТ «Красное». На бывших землях помещика разбили сады, посадили саженцы плодовых деревьев, также стали заниматься овощеводством. Сейчас посёлок утопает в зелени, очень много здесь лип и берез, за поселком начинается березовая роща, в центре поселка находится родник.
Постановлением Правительства РФ от 10 ноября 2004 года посёлок 2-е отделение совхоза «Красное» переименован в посёлок Серебряный.

## Население
| 2010 |
| ---- |
| 32   |